# Marc Pedraza Sarto
Marc Pedraza Sarto (Barcelona, 6 de febrer de 1987) és un exfutbolista professional català que jugava com a migcampista.

## Carrera de club
Pedraza és un producte del planter del RCD Espanyol. Va jugar el 2007–08 la seva primera temporada com a sènior amb el RCD Espanyol B a Segona Divisió B, i hi va marcar deu gols, tot i que l'equip va descendir. La temporada següent va jugar a la Segona Divisió essent cedit al Deportivo Alavés, on va jugar escadusserament, i l'equip també va perdre la categoria.
Retornà a Catalunya, i va continuar lligat a l'Espanyol B. El 2 de gener de 2010, va jugar el seu primer partit de La Liga, entrant com a suplent de José Callejón al darrer minut en una derrota per 0–1 a fora contra el València CF.
L'estiu de 2010, Pedraza fou descartat per l'Espanyol, i a l'octubre va fitxar pel CE L'Hospitalet. Després de tres temporades a la Segona B, va retornar a segona, en fitxar pel CD Numancia amb un contracte per dos anys.

## Vida personal
El seu pare, Ángel, també va ser futbolista; jugava com a defensa i migcampista, i va formar part de les plantilles professionals del FC Barcelona i el RCD Mallorca, i va arribar a fer d'entrenador del seu fill amb l'Hospitalet en un partit.

## Palmarès
Espanya Sub-19
- Campionat d'Europa de Futbol sub-19 de la UEFA: 2006